# Verfassungsgrundsatz
Als Verfassungsgrundsätze bezeichnet man allgemein anerkannte Regelungen in einem Staat, die in dessen Verfassung verankert sind oder sich aus dem Inhalt der Verfassung ableiten lassen. Die Verfassungsgrundsätze, die nicht mit den Staatszielen verwechselt werden dürfen, drücken fundamentale wehrhafte Prinzipien aus, die die Verfassung im Ganzen prägen. 

## Deutsches Verfassungsrecht
Zu den Verfassungsgrundsätzen des Grundgesetzes für die Bundesrepublik Deutschland gehören im Besonderen die in Artikel 1 verankerte Menschenwürdegarantie sowie die in Artikel 20 niedergelegten Staatsstrukturprinzipien. Die sogenannte Ewigkeitsklausel, festgehalten in Artikel 79 Abs. 3, schützt diese Grundsätze vor jeder Änderung.
In der DDR wurde am 17. Juni 1990 das Verfassungsgrundsätzegesetz erlassen.

## Deutsches Strafrecht
§ 92 Strafgesetzbuch definiert, was strafrechtlich als Verfassungsgrundsätze gilt. 